# Maurzyce
Maurzyce – wieś w Polsce, położona w województwie łódzkim, w powiecie łowickim, w gminie Zduny.
W latach 1975–1998 wieś administracyjnie należała do województwa skierniewickiego.
Wieś arcybiskupstwa gnieźnieńskiego w powiecie orłowskim województwa łęczyckiego w końcu XVI wieku. Była wsią klucza zduńskiego arcybiskupów gnieźnieńskich.

## Integralne części wsi
| SIMC    | Nazwa      | Rodzaj    |
| ------- | ---------- | --------- |
| 0739870 | Jatki      | część wsi |
| 0739886 | Podrzeczna | część wsi |
| 0739892 | Ruszków    | część wsi |
| 0739900 | Stara Wieś | część wsi |
| 0739917 | Zagaj      | część wsi |
| 0739923 | Zaszosa    | część wsi |

## Historia
Miejscowość istnieje co najmniej od XIV wieku. Pierwsze wzmianki o wsi znaleziono w średniowiecznych dokumentach Kazimierza Wielkiego, potwierdzających posiadłości arcybiskupstwa gnieźnieńskiego. Najstarsze zapisy po łacinie podają począwszy od 1357 do lat dwudziestych XVI wieku nazwy Marzicze lub Marzice. W Liber beneficiorum prymasa Jana Łaskiego miejscowość wymieniona jest jako Marzicze, Marczyce oraz Marzice. W 1576 zanotowano ją w wersji Maurzice.
Są dwie koncepcje na temat pochodzenia nazwy miejscowości. Historycy J. Warężak i S.M. Zajączkowski uznają Maurzyce za nazwę patronimiczną, pochodzącą od jakiegoś Maura (Maurza). W Polsce wczesnego średniowiecza imię to było bardzo rzadkie. Znamy z tego okresu (XI/XII w.) Maura – biskupa krakowskiego. Inna teoria głosi, że nazwa wsi pochodzi od rośliny marzyca (Schoenus L.) występującej na torfowiskach.
Wieś należała początkowo do kleru była jedną z wsi tzw. klucza łowickiego arcybiskupów gnieźnieńskich. Leżała w powiecie orłowskim województwa łęczyckiego Rzeczypospolitej Obojga Narodów. Wymieniona została w historycznych dokumentach podatkowych z 1576 roku. Płaciła wówczas biskupstwu dziesięcinę od 12,5 łana. We wsi mieszkało 6 zagrodników, 1 komornik oraz 24 osadników. Była w niej również karczma.
Po rozbiorach Polski miejscowość znalazła się w zaborze rosyjskim. Jako wieś leżącą w gminie Bąków parafii Zduny dwukrotnie opisał ją XIX wieczny Słownik geograficzny Królestwa Polskiego. W początku XIX wieku była wsią rządową. W 1827 roku we wsi znajdowało się 37 domów z 239 mieszkańcami. W 1885 było 48 domów, w których mieszkało 51 osadników oraz 315 mieszkańców wyznania katolickiego. Miejscowość należała w całości do włościan i liczyła w sumie 1518 morg obszaru w tym 92 morg nieużytków.
W 1918 roku po odzyskaniu niepodległości przez Polskę wieś wraz z całym regionem weszła w skład II Rzeczypospolitej. W 1929 roku firma K. Rudzki i S-ka zbudowała w miejscowości pierwszy na świecie całkowicie spawany most drogowy według projektu inżyniera Stefana Bryły, który obecnie jest obiektem zabytkowym.

### II wojna światowa
11 września 1939 żołnierze Wehrmachtu zamordowali we wsi 6 osób. Ofiary zostały zidentyfikowane.
W 1944 roku został zamordowany przez Niemców nauczyciel (w latach 1927–1932) miejscowej szkoły, działacz KPP i PPR – Stanisław Brudka (po wojnie ku jego pamięci odsłonięto tablicę w budynku szkoły).

### Okres powojenny
W latach 1975–1998 miejscowość administracyjnie należała do województwa skierniewickiego.
Obecnie miejscowość należy do parafii św. Jakuba Apostoła w Zdunach oraz diecezji łowickiej.

## Zabytki
W Maurzycach znajdują się dwa zabytki:
- skansen wsi łowickiej z 1985, gdzie rokrocznie odbywają się Biesiady Łowickie (nr rej.: 997 A z 23.02.1996),
- most spawany na rzece Słudwi z 1929, pierwszy na świecie drogowy most spawany[13], zbudowany wg projektu inż. Stefana Bryły (nr rej.: 1031 z 22.11.1968).